# Silvana Stanco
Silvana Stanco (Zurique, 6 de janeiro de 1993) é uma atiradora esportiva italiana.

## Carreira
Stanco participou do Campeonato Mundial de Tiro ISSF de 2018, ganhando uma medalha. Ela ganhou uma medalha de ouro no Campeonato Europeu de Tiro de 2022 em Larnaca, Chipre.
Nos Jogos Olímpicos de Verão de 2024, em Paris, conquistou a medalha de prata na prova de fossa olímpica feminino.